# Равногор
Равногор е село в Южна България. То се намира в община Брацигово, област Пазарджик.

## География
Село Равногор се намира в Севрозападни Родопи на 1363 метра надморска височина в центъра на Равногор (рид), който е крайно североизточно разклонение на Баташка планина. Най-високата точка в землището на село Равногор, а и на Равногор (рид) е връх Санджак 1878,4 м.н.в. На юг селото граничи със село Фотиново, на запад със село Нова махала, на север със село Розово и на изток с язовир Въча.
Непосредствено над селото се издига връх Света Неделя 1578 м.н.в. Изкачвайки стръмните му склонове, човек се чуди какво кара равногорци всяка година да изнасят на гръб догоре големия казан и живото агне за курбана. Но когато стигнете, напълно ги разбирате – гледката, която се открива е невероятна. На запад като на длан се вижда селото и цялото равногорско плато, нашарено от картофените ниви и горския разсадник. На север е Тракийската низина, а на хоризонта се очертава Балканът. На изток и юг, докъдето поглед стига, се простира морето на Родопите. Ясно се очертава дълбоко вкопаната долина на река Въча, отвъд нея е Чернатица с върховете Модър и Персенк. А който реши, че гледката не си струва, спокойно може да преяжда с боровинки под дебелата сянка на смърчовете. След параклиса „Св. Илия“ се намира параклисът Велювите ливади.

## История
Селото е основано през 1777 г. Жителите му взимат участие в Априлското въстание през 1876 г. През 20-те години на XX век в селото мигрират белогвардейци, които изграждат инфраструктурата на града – канализация, пътища и пр.

През 1943 г. множество жители на селото са безпричинно убити от партизанския отряд „Антон Иванов“. Това дава повод за две разследвания, първото вътрешно в рамките на партизанското движение, а второто през 50-те години в рамките на БКП. Резултатите от разследванията са засекретени до 1990 г. В момеарите си партизанин от отряда, засекретени до 1990 г., се казва следното: 
"Тръгнахме отново на път. Минавахме покрай къшли. По тях ходеше определена група партизани, която проверяваше има ли някакви храни. Тук-таме намираха по нещо, къде хляб, къде сирене, къде кисело мляко. Беше издадена заповед като се намери човек по къшлите да се задържи и се води с отряда. Но не само това. Казано било и да се избиват. Така бяха убити няколко души равногорчани, съвсем невинни хора, между които и една жена, друга била наранена. За тези наши престъпления след това равногорчани си отмъстиха. Досега не мога да проумея защо този дивак беше издал такава заповед. За тези престъпления аз научих много късно." 
Спомени от Христо Атанасов Чобанов (бай Ганчо)
През 2019 година в село Равногор е открит паметник на 31 местни жители, убити от партизани от отряд „Антон Иванов“ по време на бягството им или по-късно, след завземането на властта.

## Религии
Всички жители са кореняци равногорци християни. В центъра на селото се намира православна църква,чиито патрони са Св. Петър и Св. Павел. Църквата е основана през 1847г. и е богато украсена с икони и стенописи.
На връх „Света Елена“ се намира параклис, носещ името на Св. Константин и Св. Елена, обновен по инициатива на местния краевед Йордан Начков през 1999г. Тогава вътрешните стени на параклиса са украсени със стенописи от писателката и художничка Кристин Юрукова (1956г.- 2019г.) и сестра й Марлена Юрукова. През 2021г. външните стени на параклиса са украсени със стенописи, изобразяващи Св. Св. Константин и Елена, Св.Св. Кирил и Методий - от двете страни на входа, сцената Богородица на трон с ангели и сцената "Моление" (Дейсис) - на западната стена в памет на Кристин Юрукова и Йордан Начков.
В двора на новото гробище, намиращо се от южната страна на пътя за курорта "Атолука ", през 2000г. бе построена църквата "Св. Архангел Михаил", която бе изписана през същата година със стенописи от Кристин Юрукова и сестра и Марлена Юрукова. Гробищната църква бе осветена на 6.09.2000г. от блаженопочившия Пловдивски митрополит Арсений.
На най-високия връх „Света Неделя“ - 1578м. се намира оброчен камък. На съответните празници на всички параклиси и на „Света Неделя“ се дава курбан за здраве.
Последните няколко години на параклиса „Свети Илия“ се събира на събор цялото село и се провежда гайдарско надсвирване. Идват специално за случая живеещи в други населени места равногорци, както и много гости. Канят се изпълнители на родопски песни и гайдари, като най-големият е Ангел Узунов от с.
Равногор, а останалите предимно от с. Гела. В по-ново време на входа на селото е изграден голям стоманобетонен кръст, символ на християнската вяра на равногорци.

## Културни и природни забележителности
В Равногор ще Ви посрещнат топло и радушно, и можете да си прекарате чудесно сред девствената природа на Балкана.
Няколко природни забележителности, които можете да посетите в района:
- Природна забележителност „Фотински водопад“.
- Защитена местност „Атолука“.
- Курортен комплекс „Атолука“.
- Резерват "Дупката", създадени с цел да се запази неповторимата девствена природа.
- Бековите скали над селото, до които се стига по стария римски път. Някогашно тракийско светилище, сега там има изградена беседка с пейки за почивка. Мястото е обезопасено с парапет.
- Червената скала

## Редовни събития
Набора, Петровден, Св. Илия и други.

## Личности
- Димитър Данаилов Делипавлов (1919 – 2000) – ботаник, професор в Катедрата по ботаника към Аграрен университет – Пловдив.

## Други
Според изследвания на НАСА землището на село Равногор и територията в радиус от 40 км около него притежава най-чистия въздух на Балканския полуостров. Равногор е култово селище на траките, за което свидетелстват могилите им – във и около местността „Чемериката“ в южната част на землището. Има и пещери, намиращи се в североизточната част на селото – зад връх Света Неделя, който също е едно култово тракийско място. Пещерните образувания там не са изследвани достатъчно. Равногор е създадено върху земите на древните траки, свидетелство за което са могилите, намиращи се в землището на селото. Първото име на селището датира от времето на османската власт и то е било Кория („гора“ на български). То се получава с признаването на Равногор като административна единица в турската империя през 1777 г. Заради това, че турците не могли да потурчат местните българи, те ги наричат „аксии“ (твърдоглави), а селото Акси Кория. След Освобождението с решение на общинския съвет името е сменено на Ясъ Кория („Равна гора“). То е запазено до 1934 г., когато с постановление на Министерския съвет е преобразувано в Равногор. Основен поминък в миналото са земеделието и животновъдството. Отглеждали се овес, грах, фасул, царевица, леща и картофи. От животните важно място заемали овцете, конете и кравите. Населението на Равногор е изцяло християнско и към 15.06.2022 г. наброява 424 жители.